# Cantonul Lunas
Cantonul Lunas este un canton din arondismentul Lodève, departamentul Hérault, regiunea Languedoc-Roussillon, Franța.

## Comune
- Avène
- Le Bousquet-d'Orb
- Brenas
- Ceilhes-et-Rocozels
- Dio-et-Valquières
- Joncels
- Lavalette
- Lunas (reședință)
- Mérifons
- Octon
- Romiguières
- Roqueredonde